# مركيز ميلفورد هافن

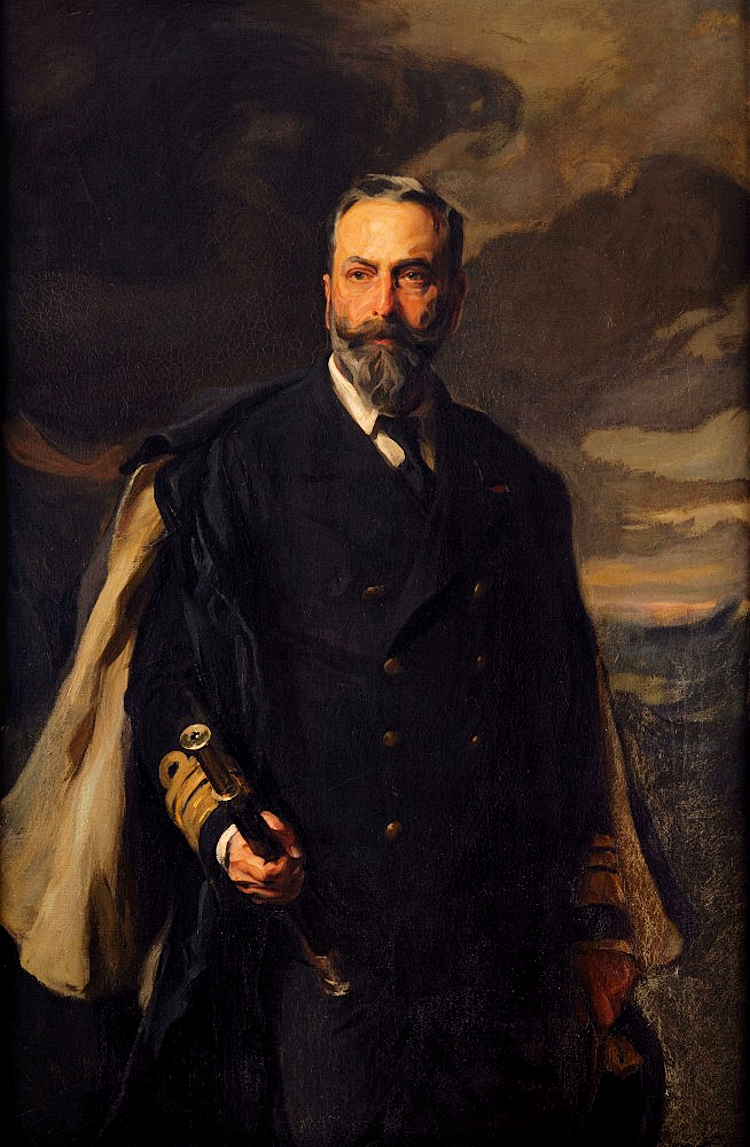
صورة للأمير لويس أمير باتنبرغ (1854-1921)

مركيز ميلفورد هافن هو لقب في المملكة المتحدة. تم إنشاؤه عام 1917 ليمنح للويس أمير باتنبرغ.

## من حصلوا على اللقب هم بالترتيب
1. لويس الكسندر مونتباتن، المركيز الأول لميلفورد هافن (1854-1921)
2. جورج لويس فيكتور هنري سيرج مونتباتن، المركيز الثاني لميلفورد هافن (1892-1938)
3. ديفيد مايكل مونتباتن، المركيز الثالث لميلفورد هافن (1919-1970)
4. جورج لويس مونتباتن ايفار، المركيز الرابع لميلفورد هافن (مواليد 1961)